# Большие Слижи
Большие Слижи (бел. Вялікiя Сліжы) — деревня в Городищенском сельсовете Шкловского района Могилёвской области Белоруссии.
Деревня расположена на высоте 184 м над уровнем моря, к северо-западу от центра сельсовета — деревни Городище.

## История
В Могилёвской губернии село Большие Слижи и одноимённый фольварк относились к Городищенской волости Горецкого уезда.